# مورگ (بادن-وورتمبرگ)
مورگ (به آلمانی: Murg) یک شهر در آلمان است که در Waldshut واقع شده‌است. مورگ ۶٬۹۶۳ نفر جمعیت دارد.

## خواهرخوانده
شهر Mehun-sur-Yèvre خواهرخواندهٔ مورگ (بادن-وورتمبرگ) هست.